# Reloj de sol

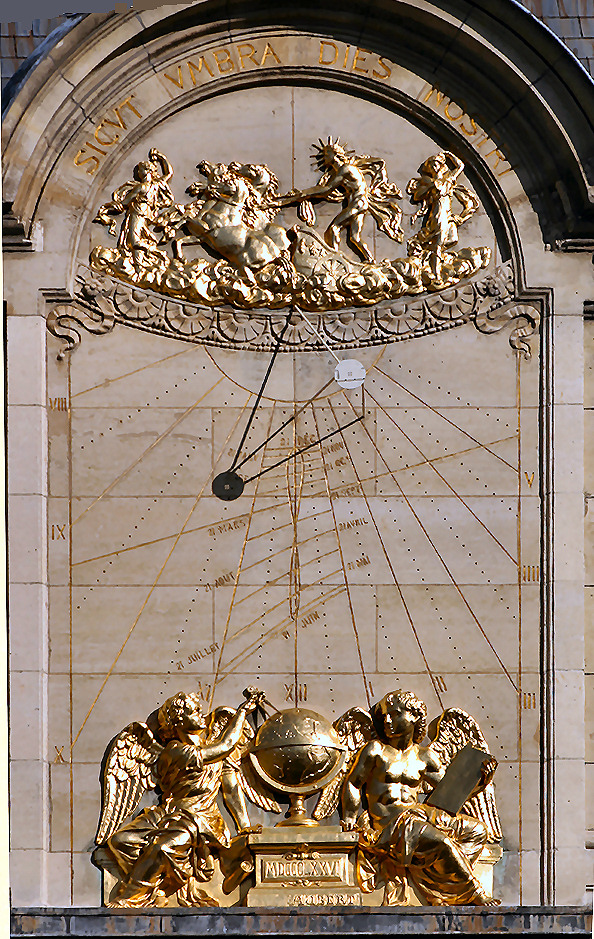
Artístico reloj de sol diseñado por Jean Picard y situado en el frontón de la Sorbona de París

El reloj de sol o reloj solar es un instrumento usado desde tiempos muy remotos con el fin de medir el tiempo. En castellano se le denomina también cuadrante solar. Emplea la sombra arrojada sobre una superficie con una escala para indicar la posición del Sol en el movimiento diurno. Según la disposición del gnomon y la forma de la escala se pueden medir diferentes tipos de tiempo; el más habitual es el tiempo solar aparente (el reloj solar del rey Acab).

## Historia

### Los inicios documentados
Los conocimientos astronómicos de los egipcios les permitieron orientar la pirámide de Keops, 2550 a. C. mediante referencias estelares. Mil años después, en la época del faraón Tutmosis III (c.1500 a. C.), se diseña un instrumento denominado sechat; se trata de un pequeño reloj solar para medir el tiempo mediante la longitud de las sombras, que constaba de dos piezas prismáticas, pétreas, de unos tres decímetros de longitud, situadas perpendicularmente, donde una tenía marcadas las horas y otra servía de aguja. Debió ser un instrumento muy popular entre los sacerdotes egipcios, pues, por sus dimensiones, cabe que fuese un instrumento portátil.
Hacia 2400 a. C. los escribas sumerios ya utilizaban un calendario: dividieron el año en 12 partes, también dividieron el día, y lo hicieron siguiendo el mismo patrón de divisiones. Su año constaba de 12 meses y cada uno de ellos de 30 días. Sus días constaban de doce danna (cada danna duraría dos de nuestras horas) de 30 ges cada uno (cada ges duraría 4 de nuestros minutos).
La mayoría de los instrumentos empleados en la Antigüedad no eran portátiles. En Mesopotamia encontramos los zigurats, que eran construcciones con peldaños en los que se podían visualizar las horas mediante el conteo de los peldaños que estaban oscurecidos por la sombra de sus propios bordes. La primera referencia literaria conocida a un reloj de sol es el famoso Cuadrante de Ajaz hacia el siglo VII a. C..

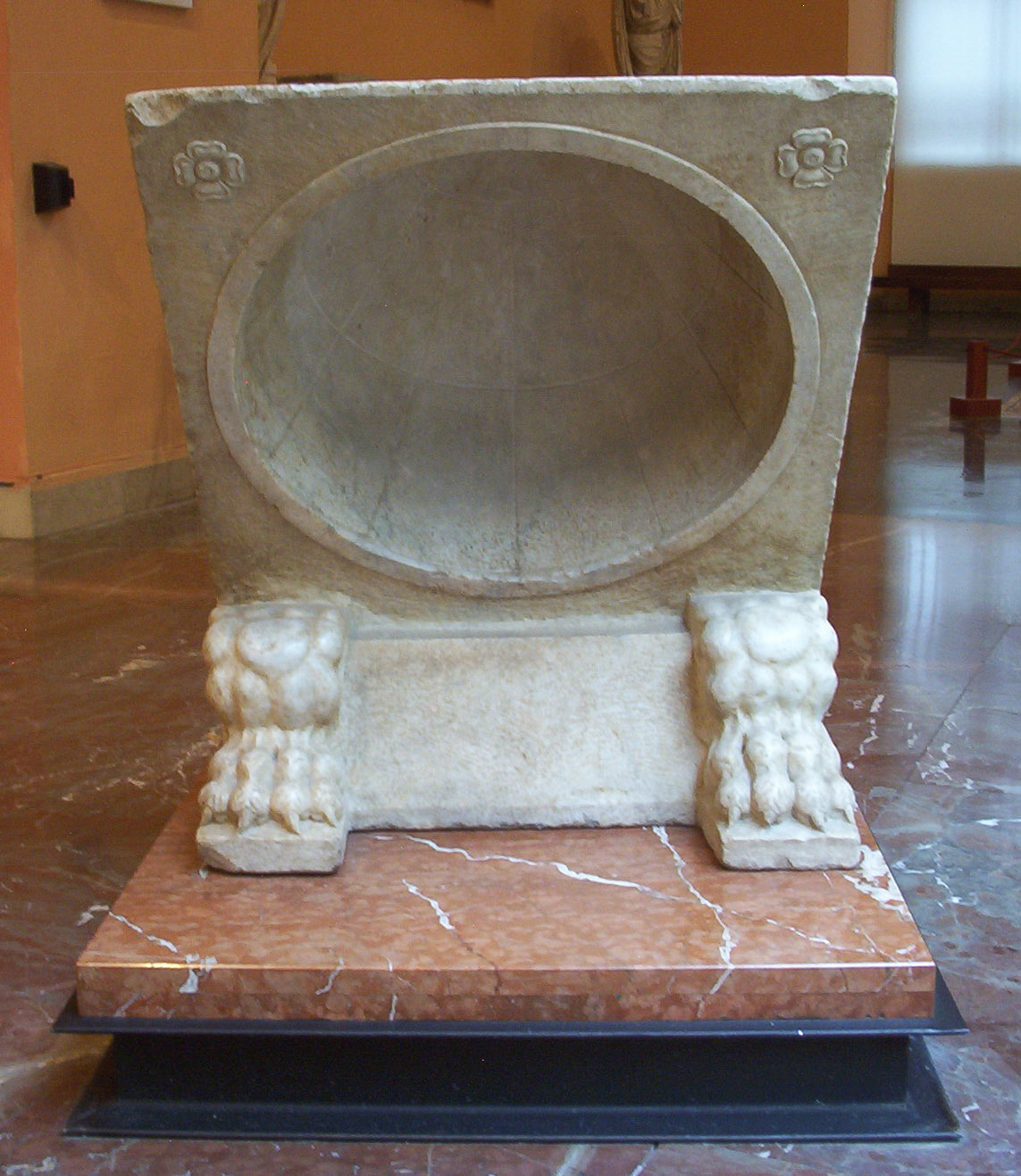
Reloj solar de Baelo Claudia, del (Cádiz)

### Época grecorromana
La percepción acerca del tiempo de la sociedad griega del siglo V a. C. resulta patente de la lectura de varios escritores griegos y romanos de la época, que describen, y dan referencias, de instrumentos identificados como los primeros relojes de sol. El autor griego más antiguo, y tal vez más importante, ha sido Heródoto de Halicarnaso (484-426 a. C.), que hace una pequeña reseña en su Historia (II, 109, 3) de los conocimientos griegos del tiempo, diciendo que adquirieron de los babilonios la división del día en doce partes.
Por lo tanto, el sistema horario de los griegos era temporal: con ello se quiere decir que la hora se entendía como la doceava parte del arco diurno recorrido por el Sol, pero como tal arco varía durante el año, la hora también varía. Por esta razón, a este sistema se le denomina también de horas desiguales. Los romanos, a su vez, heredaron este sistema de división del día de los griegos.
Plinio el Viejo (ca. 23-79) en su Historia Natural (Libro XXXVI, Capítulo XIV) relata la historia del reloj que el emperador Augusto hizo construir en el Campo de Marte, aprovechando un obelisco egipcio del faraón Psamético II, el denominado Reloj Solar de Augusto.

Al obelisco que está en el Campo de Marte, el divino Augusto le atribuyó la admirable función de medir la sombra proyectada por el Sol, determinando así la duración de los días y las noches: hizo colocar placas que estaban en proporción respecto a la altura del obelisco, de manera que en la hora sexta del solsticio de invierno la sombra fuese tan larga como las placas, y disminuyese lentamente día a día para volver a crecer siguiendo las marcas de bronce insertadas en las piedras; es un aparato que merece la pena conocer y que debe su existencia al insigne matemático Novio Facundo. Éste añadió, sobre el extremo, una bola dorada que proyectaba una sombra definida, porque si no el extremo puntiagudo del obelisco hubiera arrojado una sombra imprecisa (se dice que tomó la idea de la cabeza humana). Al cabo de treinta años, estas medidas se hicieron erróneas. No se sabe la causa: quizás el curso del Sol no ha permanecido igual, o ha cambiado por algún motivo astronómico, o porque toda la Tierra se ha movido o simplemente porque el gnomon se ha movido debido a sacudidas telúricas, o porque las avenidas del río Tíber han provocado un descenso del obelisco.

A finales del siglo I a. C. y reinando ya en Roma el emperador Augusto, un ingeniero militar llamado Marco Vitruvio Polión escribió el único tratado sobre arquitectura que, de la antigüedad, haya llegado hasta nosotros. Se sabe que fue arquitecto en Roma, donde construyó y dirigió diversas obras, entre ellas la Basílica de Fanum. El tratado está dividido en diez libros y se titula De Architectura. Los primeros siete libros tratan de arquitectura, el octavo de construcciones hidráulicas, con especial aplicación a los métodos para alumbrar y conducir el agua, el noveno trata de la gnomónica y el décimo de la maquinaria. En el Libro IX, Capítulos VIII-IX, describe un método geométrico para diseñar relojes de sol denominado analema. El autor no se atribuye la invención de este método, sino que lo asigna a los que él denomina como sus maestros.

### Época medieval
En los primeros siglos de la era cristiana, la gnomónica, débilmente iluminada por los estudios de la astronomía helénica, entra en una decadencia que caracteriza a toda la ciencia de la Europa cultural y económica del Medioevo. Son pocos los elementos (sobre todo arqueológicos) que podemos encontrar: apenas existen escritos que muestren nuevos avances.
Aunque en este periodo la medición del tiempo interesaba poco a la población general, tampoco existen descripciones científicas precisas. No obstante, como rarezas de la época, se encuentran los agrimensores Beda el Venerable e Higinio Gromático (siglo II).
Paladio en el siglo IV escribe una obra denominada Re Agrícola compuesta de catorce libros, divididos de tal forma que cada libro corresponde a las tareas agrícolas típicas de cada mes. Al final de cada libro pone una especie de tabla que llama horologium típica del mes en cuestión. En dicho horologium indica la longitud de las sombras en pies para cada hora durante los días del mes en cuestión. Indica así el uso que se hacía del cuerpo humano para sustituir a los relojes de sol. En gnomónica se les denomina reloj de pie.
En el siglo VII tomó relevancia la orden benedictina. En el año 529, el fundador de esta orden religiosa, san Benito, prescribe desde su monasterio unas Reglas precisas por las que todos los monjes benedictinos de Europa deben regirse. Ya desde sus orígenes, la Iglesia católica quiso santificar determinadas horas del día con una oración común. San Benito denominó a estas horas de rezo "horas canónicas", y así se haría desde el siglo VI. El nombre proviene de las normas o cánones proporcionados por la Iglesia.
La gnomónica de estos siglos derivó a la construcción de relojes de misa o relojes de horas canónicas, en los que se indicaban las horas de rezo. Estos relojes se encuentran ubicados generalmente en las fachadas meridionales de iglesias o monasterios. También se desarrollaron relojes personales para tal fin, como el reloj anular.
En este periodo medieval, en el que la gnomónica "oficial" era la impuesta por la Iglesia Católica, mediante el uso de las horas canónicas, existieron autores innovadores como Cayo Julio Solino que en el siglo IV escribió el libro Tractatus de umbra et luce (‘Tratado de la sombra y la luz’) que mantiene el enlace de conocimiento de la cultura grecolatina. Existe también otro oscuro autor del siglo VI, Antemio, al que se le atribuye el códice Problema Sciatericum.
Ya a comienzos del siglo I los estudios realizados acerca de las obras Vitruvio y Ptolomeo permiten reconocer por primera vez que hay dos parámetros importantes para el diseño de un reloj de sol:

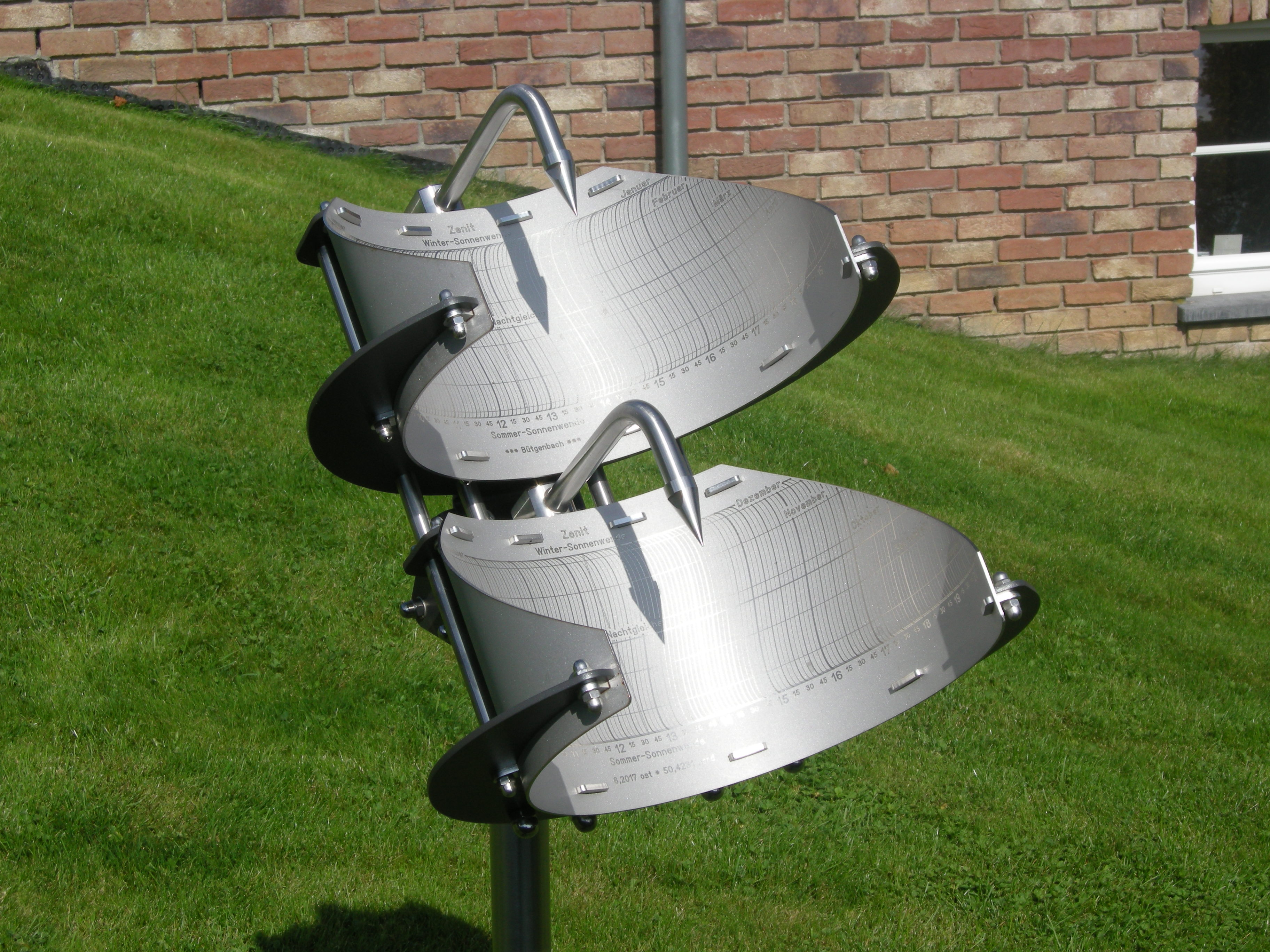
Reloj de sol de precisión en Bütgenbach, Bélgica. (Precisión = ±30 segundos)

- La latitud geográfica, que determina el lugar geográfico de la Tierra donde se instalará el reloj. Esto da pie a pensar que estos autores sabían que la Tierra no es plana, pues la determinación de su valor depende de la distancia angular de la ubicación del reloj con respecto al ecuador terrestre, y que fue determinada en la antigüedad observando la duración del día y la longitud de la sombra equinoccial del gnomon al mediodía (umbra gnomonis aequinoctialis); ambas funciones determinan de forma unívoca la latitud geográfica.
- La oblicuidad de la eclíptica, parámetro que no dependía de la ubicación geográfica del reloj solar y del que se suponía erróneamente que era una constante invariable en el tiempo. Eudemus de Rodas (320 a. C.) fue el primero en observar (que no medir) la oblicuidad de la eclíptica. Los astrónomos posteriores determinaron su valor en 1/15 de un círculo, e Hiparco de Nicea adoptó un mejor valor de 11/83 partes del semicírculo. El primero de los valores es el que emplea Vitrubio en la construcción de su analematos.

### Auge árabe
En el siglo IX entra en escena la astronomía árabe. El califato de Al-Mamún marca el comienzo de una intensa actividad cultural que continuaría en siglos sucesivos con autores como Averroes, Thábit Ibn Qurra (826-901), Costa Ebn Luca, Abulphetano, Hazemio, Al-Biruni (973-1048). Mientras la Europa cristiana de la época seguía la obra del venerable Beda, los árabes tenían una actividad intelectual muy agitada continuada a partir de la destrucción de la Biblioteca de Alejandría. Es sólo a partir del siglo X cuando en Europa se empieza a ver tímidamente la inmensa labor recopilatoria del conocimiento antiguo realizada por los árabes.
Los relojes árabes de esta época medieval eran todos planos, por lo menos en su gran mayoría, y se denominaban al-basit (‘superficie plana’); estaban construidos en mármol (Ruchâmet), o en placas de cobre. Todos ellos eran sin inclusiones de elementos esféricos, y con indicación de la dirección del santuario de la Kaaba en La Meca, debido al precepto religioso de rezar con el rostro dirigido a ese lugar independientemente del lugar en el que se hallara ubicado. Tal dirección se denomina Al Qibla. Todos ellos con curiosas curvas para los rezos cotidianos.
En el año 1000 en España se emplea por primera vez el Quadrans vetus cum cursorem del que se desconoce el inventor. Pero este cuadrante será la primera avanzadilla de los instrumentos de navegación que empleará Cristóbal Colón.
Fue Hermann von Reichenau (1013-1054), matemático alemán conocedor del idioma árabe, el que escribe el primer tratado sobre el astrolabio cerca del año 1026, conservando algunas de las terminologías árabes. En este libro De mensura astrolabii líber se encuentran algunas indicaciones para realizar el reloj de pastor. En el terreno de la gnomónica la traducción de dos códices árabes fue el punto de traspaso cultural más importante. A comienzos del siglo XIV aparecen unos instrumentos mecánicos capaces de medir regularmente el tiempo durante el día. De esta forma en el año 1386 se coloca un reloj en la Catedral de Salisbury. En 1400, durante el reinado de Enrique III "el Doliente", se instala en Sevilla, en la torre de la iglesia de Santa María, el primer reloj mecánico con campanas.
En España, el rey de León y Castilla Alfonso X llamado "el Sabio" (1224-1284) reúne en la ciudad de Toledo a un numeroso grupo de astrónomos cristianos, griegos, hebreos y árabes. Con esta mezcla de sabios pudo traducir al latín gran parte de las obras escritas en árabe. De esta manera se abrirá aún más a Europa la puerta del saber árabe de los siglos anteriores. Ni que decir tiene que este fenómeno permitió a la gnomónica europea salir del retraso medieval en que se hallaba inmersa, pero esta absorción fue lenta.

### Renacimiento

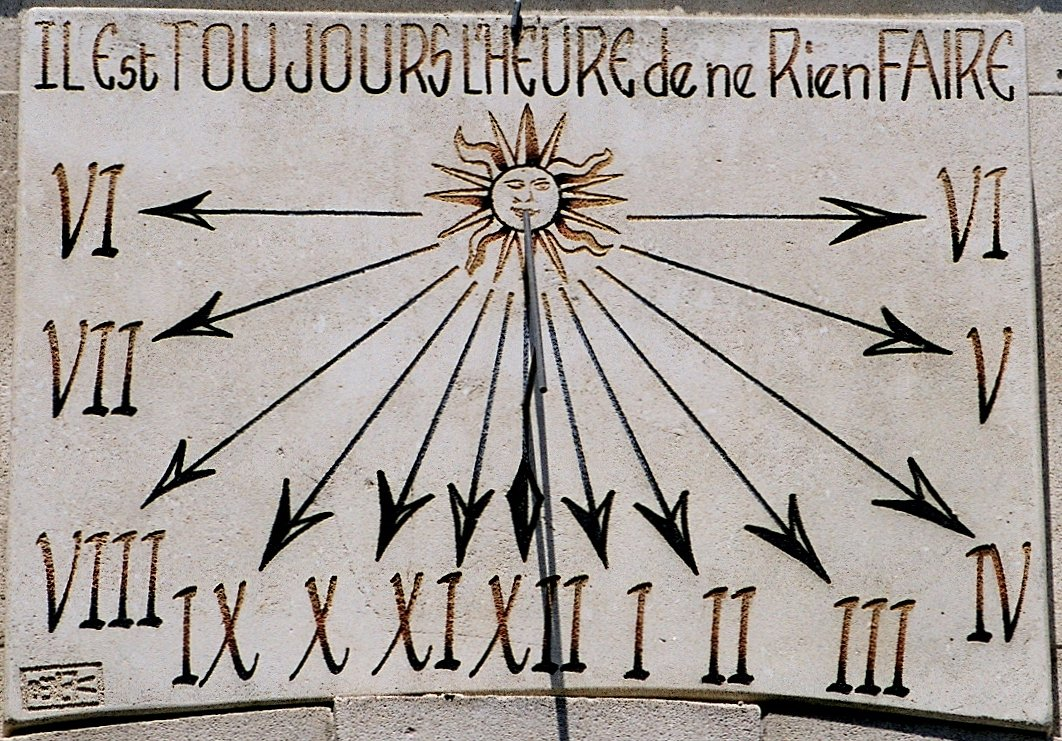
Reloj de sol en St. Rémy de Provenza. El rótulo dice: «IL Est TOUJOURS L'HEURE de ne Rien FAIRE» (es siempre la hora de no hacer nada)

Entre las obras maestras en el campo de la medición del tiempo hay que destacar joyas de arte como el Reloj solar de Schniep, artesano renacentista alemán, adquirido en 1545 por Fernando Álvarez de Toledo y Pimentel (1507-1582), tercer duque de Alba.
En las colonias europeas de América también se construyeron muchos relojes de sol, algunos de los cuales todavía se conservan. En el caso de la zona Intertropical hay que construirlos con un doble disco horario, como el que se ve en la imagen: el disco que queda hacia el sur (el que aparece en la foto) se emplea durante una parte del año (de agosto a abril) y el disco del otro lado, que mira hacia el norte se usaría el resto del año, cuando el sol se encuentra entre la latitud de La Asunción (Isla de Margarita, Venezuela) y el trópico de Cáncer. Dos días al año, a fines del mes de abril y a comienzos de agosto, el sol pasa por la vertical del lugar (el cenit) y entonces, como es lógico, pueden verse las horas en ambos lados.

## Tipos de relojes de sol
Existen diferentes tipos de relojes de sol; algunos de ellos son:

### Reloj ecuatorial

Esquema de posición del reloj ecuatorial

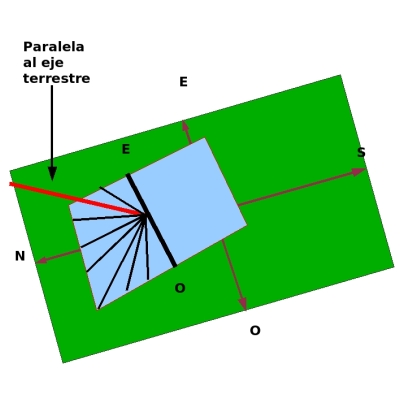
Esquema del cuadrante ecuatorial

En este modelo, el gnomon que proyecta la sombra tiene la siguiente orientación espacial:
- Es paralelo al eje de rotación de la Tierra.
- Está contenido en el plano meridiano del lugar.
- Forma con el plano horizontal un ángulo igual a la latitud del lugar.

Para determinar la dirección del plano meridiano del lugar para colocar posteriormente el gnomon, lo mejor es determinar la meridiana del lugar, es decir, la intersección de dicho plano meridiano con el plano horizontal. La meridiana coincide con la dirección sur-norte. La meridiana del lugar coincide también con la sombra que produce una varilla colocada verticalmente en el momento del paso del Sol por el meridiano del lugar (en ese momento el Sol está situado hacia el sur, en el hemisferio norte, y hacia el norte en el hemisferio sur y en el punto más alto de su trayectoria diaria). Para saber a qué hora oficial ocurre dicha situación es posible recurrir a las tablas de efemérides de los observatorios oficiales.
La superficie sobre la que se proyecta la sombra es plana y perpendicular al gnomon y, por tanto, es paralela al ecuador.
El trazado de las líneas horarias es sencillo. En el cuadrante, se dibuja un círculo con el centro en el polo del cuadrante y se divide dicho círculo en 24 partes de 15° cada una y posteriormente se trazan los 24 radios correspondientes a la división anterior. De todos ellos, el radio que coincide con la intersección del plano meridiano del lugar con el plano del cuadrante y que se dirige hacia el horizonte es la recta horaria de las 12.00. Los diferentes radios espaciados de 15 en 15° indican las horas anteriores a las 12 h cuando están al oeste de la línea de las 12 h y las horas posteriores cuando están al este de la línea de las 12 h. No es necesario trazar todos los radios, puesto que las horas anteriores a la 4 h y las posteriores a las 20.00 no son necesarias. Los radios de las 6.00 y de las 18.00 determinan la dirección este-oeste si está correctamente orientado el cuadrante.
Durante medio año, desde el inicio de la primavera hasta la finalización del verano, período durante el cual la declinación solar es positiva, la sombra del gnomon se proyecta en la cara superior del plano ecuatorial del lugar. Durante el otro medio año la sombra aparece en la cara inferior y, por tanto, es necesario:
1. marcar las rectas horarias en ambas caras de la superficie que hace de plano ecuatorial del lugar, e
2. instalar dicha superficie a cierta altura para poder observar con comodidad ambas caras.

### Horizontal

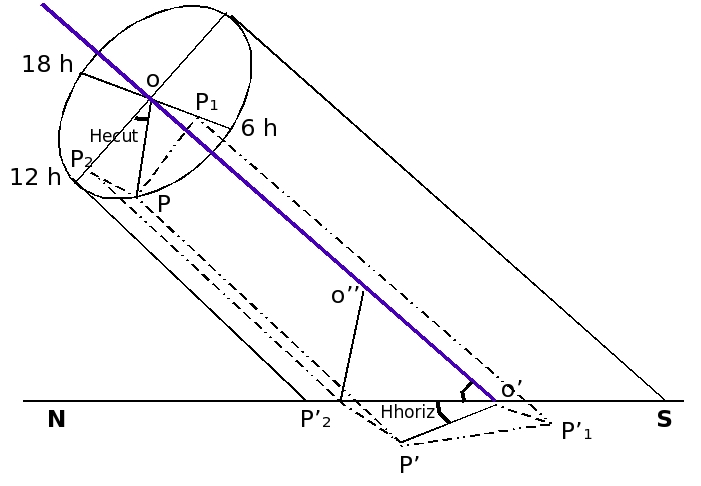
Figura 1. Reloj horizontal

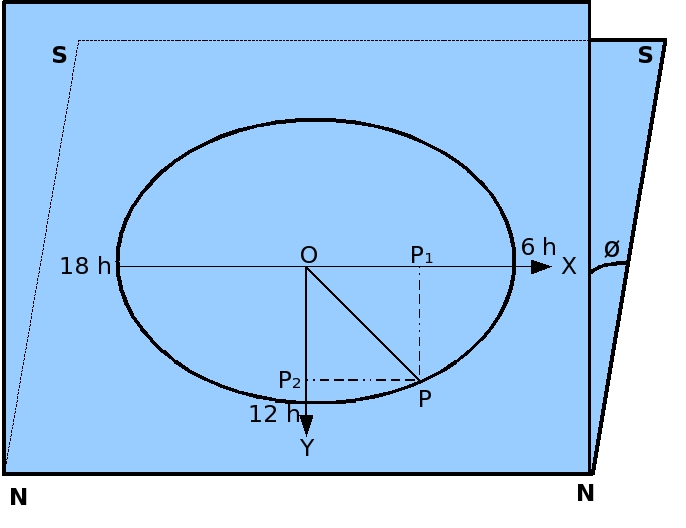
Figura 2. Reloj horizontal

El cuadrante solar horizontal se obtiene mediante la proyección ortogonal oblicua de las rectas horarias de un reloj ecuatorial sobre un plano horizontal.
Las rectas horarias del reloj ecuatorial, están uniformemente distribuidas y además el ángulo horario de cada hora ecuatorial (Hecut) aumenta de 15° en 15° a izquierda y derecha de la recta horaria de las 12 de la mañana.
La recta horaria de las 12 de la mañana está contenida en el plano meridiano del lugar. Así el ángulo horario para las 11 de la mañana sería de Hecut=15°, para las 10 h de la mañana Hecut=30° y así sucesivamente.
Además, el gnomon del reloj ecuatorial que es perpendicular al plano del reloj ecuatorial, es paralelo al eje terrestre y, por tanto, forma con el plano horizontal un ángulo que coincide con la latitud Φ del lugar de asentamiento del reloj ecuatorial y está contenido en el plano meridiano del lugar.
- Coordenadas del punto P extremo de una recta horaria del reloj ecuatorial:

El punto P, representa el extremo de una recta horaria del reloj ecuatorial (en la figura podría ser la relativa a las 11.00). Si elegimos un sistema de coordenadas cartesiano de forma que el eje X coincida con la recta que contiene a las líneas horarias de las 18.00 y 6.00 y con sentido positivo el que resulta al ir del extremo de las 18.00 hacia el extremo de las 6.00 y como eje Y la recta que contiene a la línea de las 12.00 y con sentido positivo el que resulta de ir desde el centro O hasta el extremo de las 12.00, entonces las coordenadas del punto P serían:
OP1 = x = R sen ecuatorial
OP2 = y = R cos ecuatorial
R representa el radio del círculo que pasa por los extremos de las rectas horarias del reloj ecuatorial.
- Proyección ortogonal oblicua, por ejemplo, de la recta horaria Hecut=15°:

Coordenadas del punto P' extremo de la recta horaria correspondiente del reloj horizontal: el punto extremo P se proyecta en el punto P', cuyas coordenadas se obtiene al realizar la proyección ortogonal oblicua sobre el plano horizontal: El segmento OP1 se encuentra sobre el eje X y es paralelo al plano horizontal (ver figura 2) donde se realiza la proyección ortogonal oblicua, por tanto, la proyección O'P'1 coincide con el segmento proyectado OP1.
La proyección ortogonal oblicua del segmento OP2, que se encuentra sobre el eje Y, sobre el plano horizontal es de mayor tamaño y concretamente resulta ser la hipotenusa del triángulo P'2 O' O" y consecuentemente O' P'2=R. cos Hecut)/ sen Φ. Por tanto, las coordenadas de P' serán:
O'P'1 = x' = OP1 = R sen Hecut
O'P'2 = y' = (R cos Hecut)/sen Φ

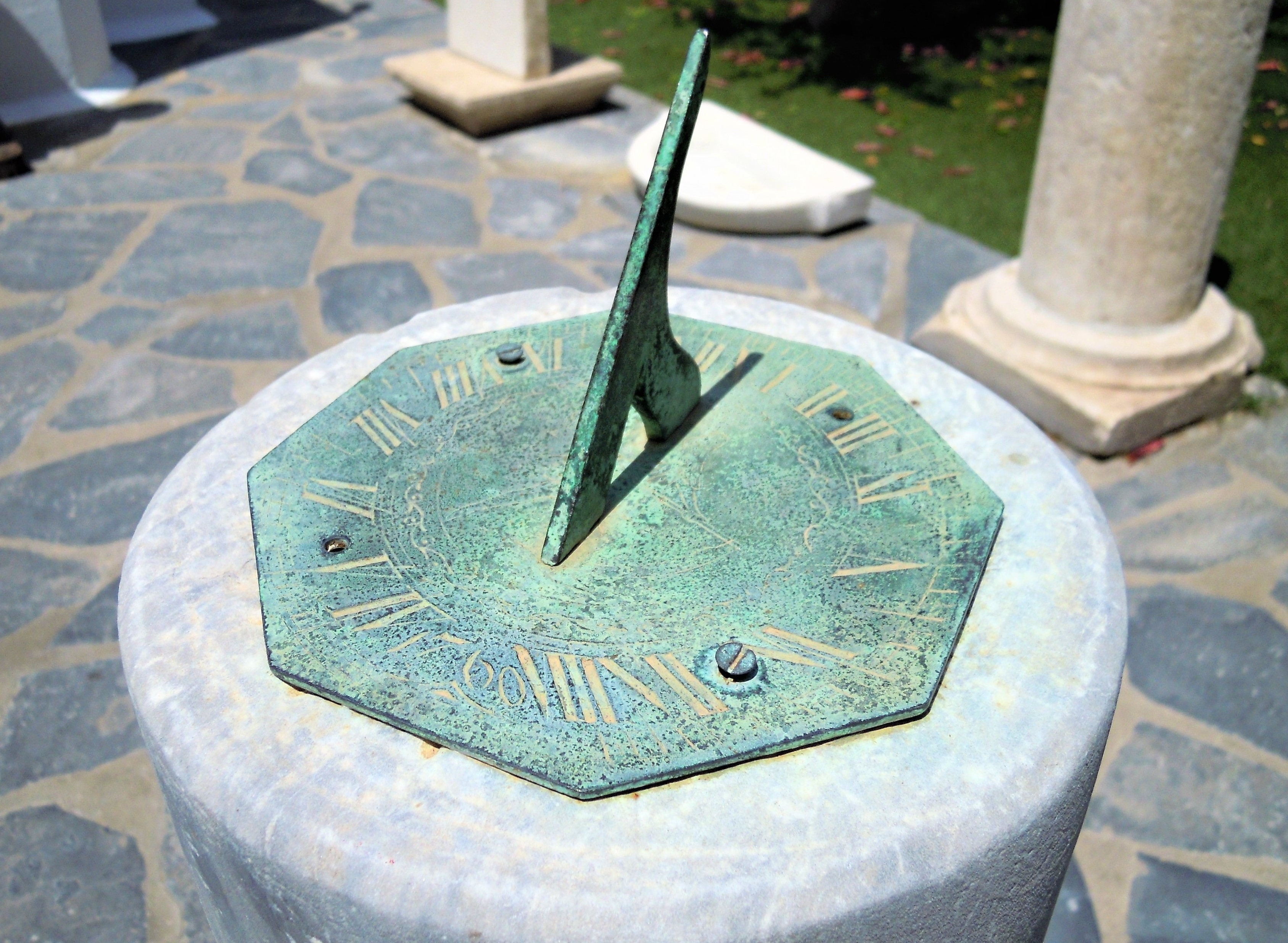
Reloj de sol en el Museo Náutico del Mar Egeo (Mýkonos -Grecia-)

- Ángulo de las rectas horarias Hhorizontal del reloj horizontal con la línea meridiana:

El ángulo que forman las nuevas rectas horarias horizontal con la línea meridiana (es decir, con la recta horaria de la 12 h), tendrá una tangente que cumple la relación:
{\displaystyle \tan H_{\text{horizontal}}={\frac {x'}{y'}}={\frac {R\operatorname {sen} H_{\text{ecut}}}{(R\cos H_{\text{ecut}})/\operatorname {sen} {\text{Φ}}}}=\tan H_{\text{ecut}}\cdot \operatorname {sen} {\text{Φ}}}
- Posición del gnomon en el reloj horizontal:

La proyección ortogonal oblicua del gnomon coincide con O'. La dirección del gnomon debe mantenerse paralela al eje terrestre y, por tanto, continuará formando un ángulo Φ con la horizontal y al mismo tiempo contenido en el plano meridiano del lugar. En resumen, es una prolongación del gnomon del reloj ecuatorial.

### Analemático

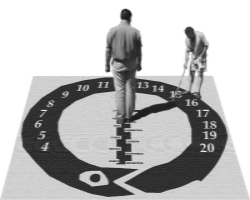
Reloj analemático

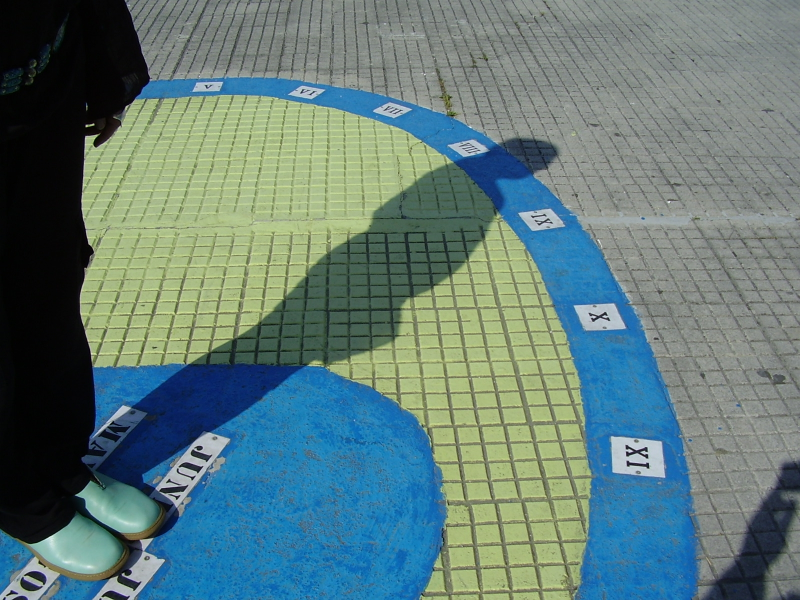
Reloj analemático: detalle de la proyección de la sombra sobre la elipse horaria en el reloj analemático del IES Las Llamas de Santander (Cantabria, España). Coordenadas:

Se trata de un reloj de sol con un cuadrante horizontal elíptico asociado a un gnomon móvil vertical a lo largo del eje menor de la elipse, estando dicho eje menor en dirección norte-sur. El cuadrante se construye directamente sobre el suelo y en este caso será el propio observador el que, haciendo de gnomon móvil, se desplaza hasta unas posiciones sobre el eje menor de la elipse dependientes de la fecha, desde las cuales proyecta su sombra sobre la elipse. El punto de partida es el reloj de cuadrante ecuatorial.
De este tipo es un reloj de sol que se encuentra en el Puerto de Cotos (Madrid, España), a unos 300 metros al norte de la carretera y otro en la población de Alfambra en la provincia de Teruel. En este reloj de sol, la indicación de los días y de los meses en el suelo (donde el observador se ubica para ver la hora que indica la proyección de su propia sombra) está acompañada de los signos del Zodíaco, lo cual es motivo de confusión porque las personas no suelen identificar que se hallan ante un reloj de sol. Y en este caso, tenemos que considerar la hora legal de España, que es una hora después de la solar en invierno y dos horas después durante el verano.

### Vertical
Las rectas horarias de un reloj vertical no declinante se calculan a través de una proyección ortogonal oblicua de las rectas horarias de un reloj ecuatorial sobre un plano vertical.

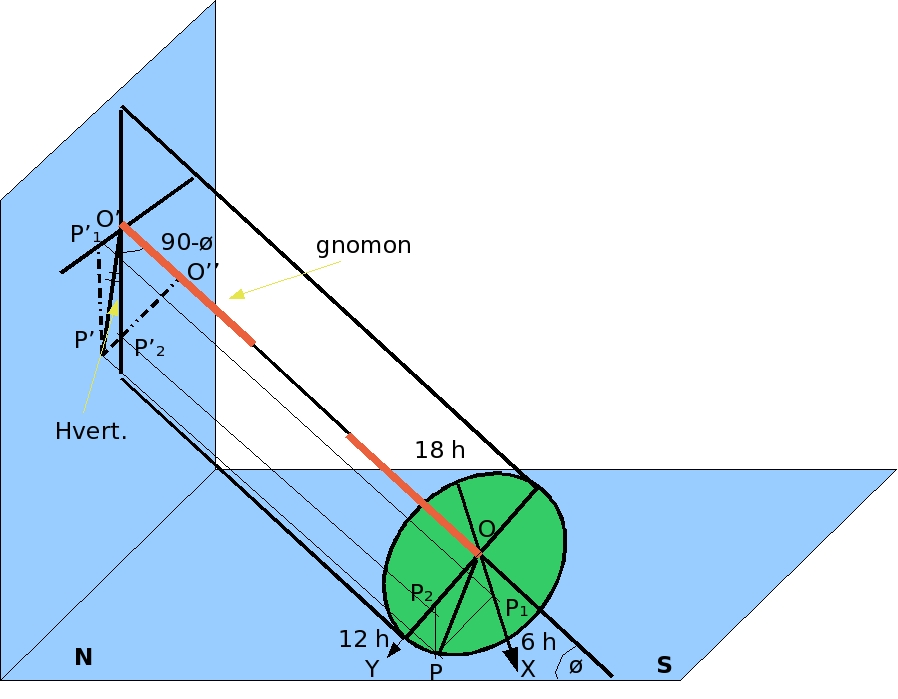
Proyección del reloj de sol vertical

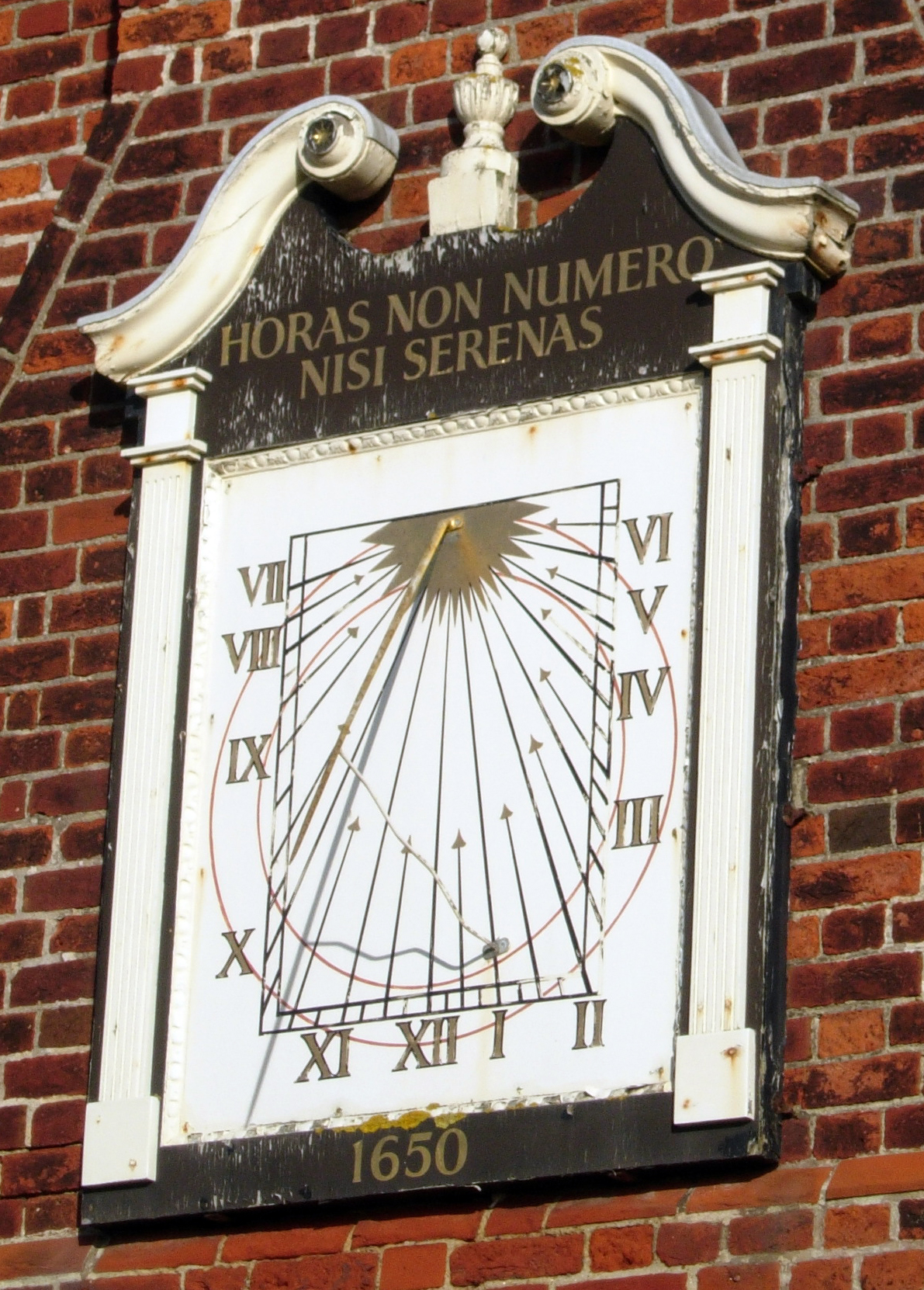
Aldeburgh, Suffolk, Inglaterra

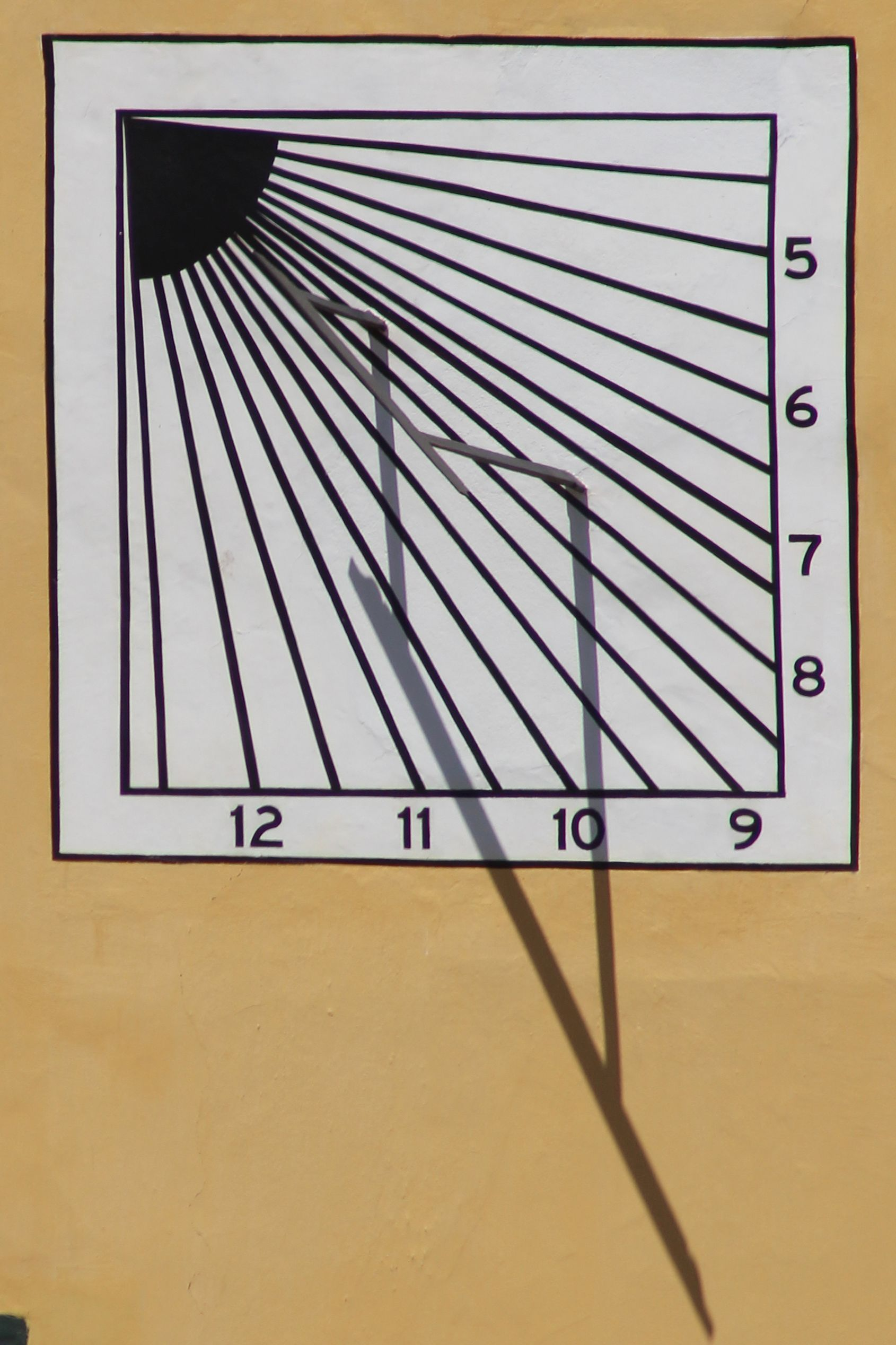
Ciudad del Cabo, Sudáfrica (Hemisferio sur)

Las rectas horarias del reloj ecuatorial están uniformemente distribuidas, y además el ángulo horario de cada hora (Hecut), aumenta de 15° en 15° a izquierda y derecha de la recta horaria de las 12 de la mañana. La recta horaria de las 12 de la mañana está contenida en el plano meridiano del lugar. Así el ángulo horario para las 11 de la mañana sería de Hecut=15°, para las 10 h de la mañana Hecut=30° y así sucesivamente. Además, el gnomon del reloj ecuatorial que es perpendicular al plano del reloj ecuatorial, es paralelo al eje terrestre y, por tanto, forma con el plano vertical un ángulo complementario a la latitud Φ del lugar de asentamiento del reloj ecuatorial, es decir, 90°-Φ y además está contenido en el plano meridiano del lugar.
- Coordenadas del punto P extremo de una recta horaria del reloj ecuatorial:

El punto P, representa el extremo de una recta horaria del reloj ecuatorial (en la figura podría ser la relativa a la 11 h). Si elegimos un sistema de coordenadas cartesiano de forma que el eje X coincida con la recta que contiene a las líneas horarias de las 18 h y 6 h y con sentido positivo el que resulta al ir del extremo de las 18 h hacia el extremo de las 6 h y como eje Y la recta que contiene a la línea de las 12 h y con sentido positivo el que resulta de ir desde el centro O hasta el extremo de las 12 h, entonces las coordenadas del punto P serían:
OP1  = x = R.sen Hecut
OP2 = y = R.cos Hecut
R representa el radio del círculo que pasa por los extremos de las rectas horarias del reloj ecuatorial.
- Coordenadas del punto P' extremo de la recta horaria de Hvertical correspondiente del reloj vertical:

El punto extremo P se proyecta en el punto P', cuyas coordenadas se obtiene al realizar la proyección ortogonal oblicua sobre el plano vertical. El segmento OP1 se encuentra sobre el eje X y es paralelo al plano vertical sobre el que se realiza la proyección ortogonal oblicua; por tanto, la proyección O'P'1 coincide con el segmento proyectado OP1.
La proyección ortogonal oblicua del segmento OP2, que se encuentra sobre el eje Y, sobre el plano vertical es de mayor tamaño y concretamente resulta ser la hipotenusa del triángulo P'2 O' O" y consecuentemente
O' P'2=R. cos Hecut)/ sen (90°-Φ)
por tanto, las coordenadas de P' serán:
O'P'1 = x' = OP1=R.sen Hecut
O'P'2 = y' = (R. cos Hecut)/ sen (90°-Φ)
- Ángulo de las rectas horarias del reloj vertical:

El ángulo que forman las nuevas rectas horarias verticales (Hvert) con la línea de la 12 h (la línea de las 12 h es la vertical que pasa por el polo), tendrá una tangente que cumple la relación:
{\displaystyle \tan H_{\text{vert}}={\frac {x'}{y'}}={\frac {R\operatorname {sen} H_{\text{ecut}}}{(R\cos H_{\text{ecut}})/\operatorname {sen} {\text{(90°-Φ)}}}}=\tan H_{\text{ecut}}\cdot \cos {\text{Φ}}}
- Posición del gnomon en el reloj vertical no declinante

La proyección ortogonal oblicua del gnomon coincide con O'. La dirección del gnomon debe mantenerse paralela al eje terrestre y, por tanto, continuará formando un ángulo (90°-Φ) con el plano vertical y al mismo tiempo contenido en el plano meridiano del lugar. En resumen, la posición coincide con la prolongación del gnomon del reloj ecuatorial.

### Orientado
Se dice que un reloj de sol vertical está orientado cuando la pared sobre la que se sitúa está perfectamente orientada de este a oeste, es decir, cuando su superficie es totalmente perpendicular con respecto el sol al mediodía. Es la colocación más lógica y ventajosa, por cuanto garantiza el máximo de insolación diario, y las marcas que indican las horas son simétricas con respecto al mediodía. Para evitar el problema de que el sol no se proyecta durante todo el día sobre un plano orientado al mediodía cuando el día dura más de 12 horas, también existen relojes de sol de dos caras verticales planas dispuestas simétricamente con respecto al mediodía, una orientada hacia el amanecer del solsticio de verano y la otra hacia la puesta de sol del mismo día (respecto al solsticio de invierno en el caso de estar en el hemisferio sur).

### Declinante
Se dice que un reloj de sol vertical es declinante cuando la pared que lo contiene no está perfectamente orientada de este a oeste. Esta circunstancia implica que la distribución de las marcas que indican las horas no son simétricas con respecto al mediodía.

### Portátiles
El desarrollo de instrumentos astronómicos y relojes de sol portátiles data del período helenístico.

#### Romanos
Entre los siglos I y VII se desarrollaron en el contexto romano numerosos relojes de sol portátiles, algunos de los cuales fueron definidos como pros pan clima, "para todas las latitudes", ya que podían ajustarse a diferentes latitudes.

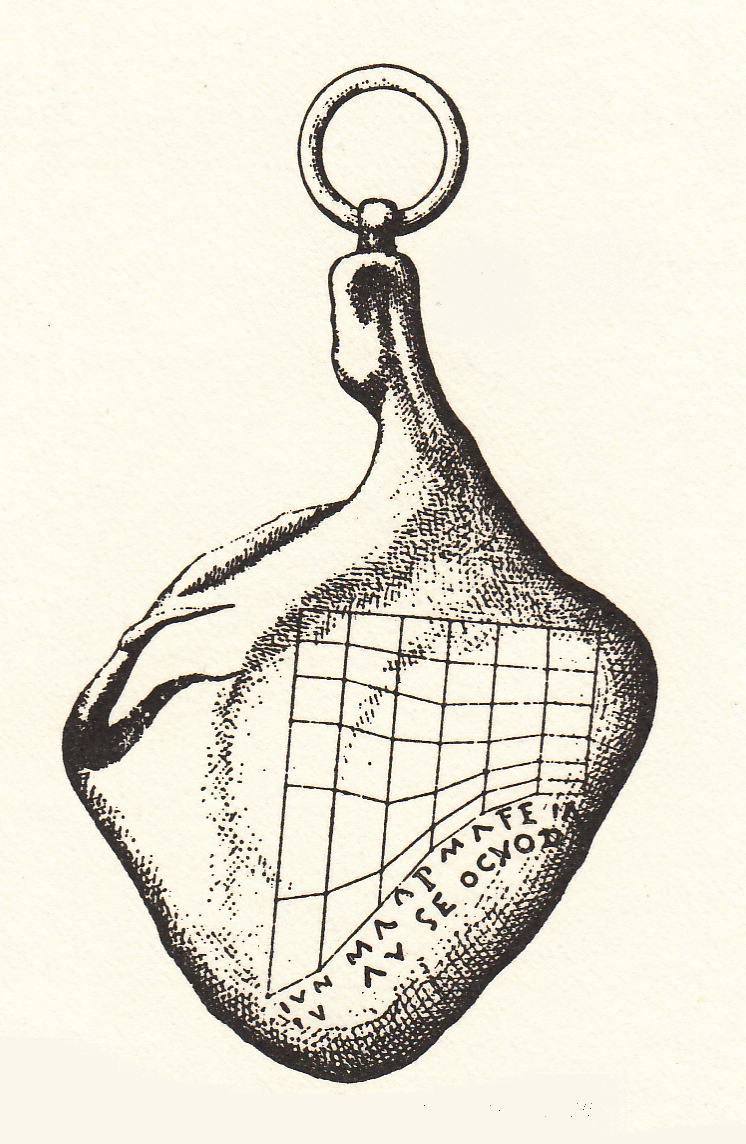
Reloj de sol portátil llamado «jamón de pórticos»
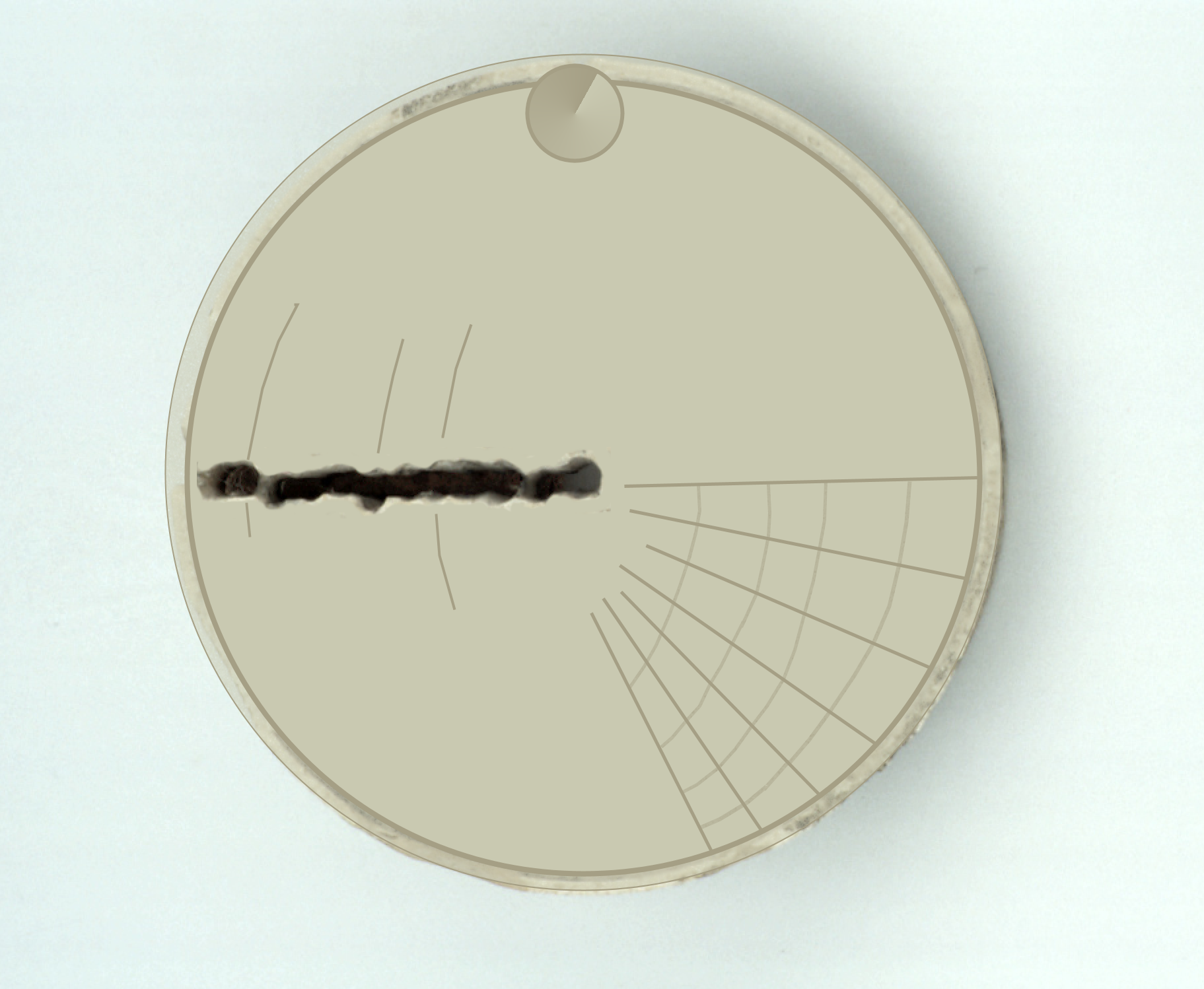
Reloj de sol portátil de disco
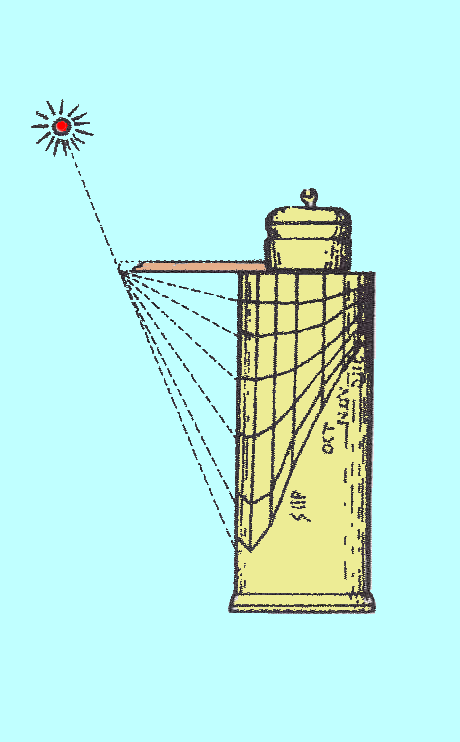
Reloj de sol portátil cilíndrico
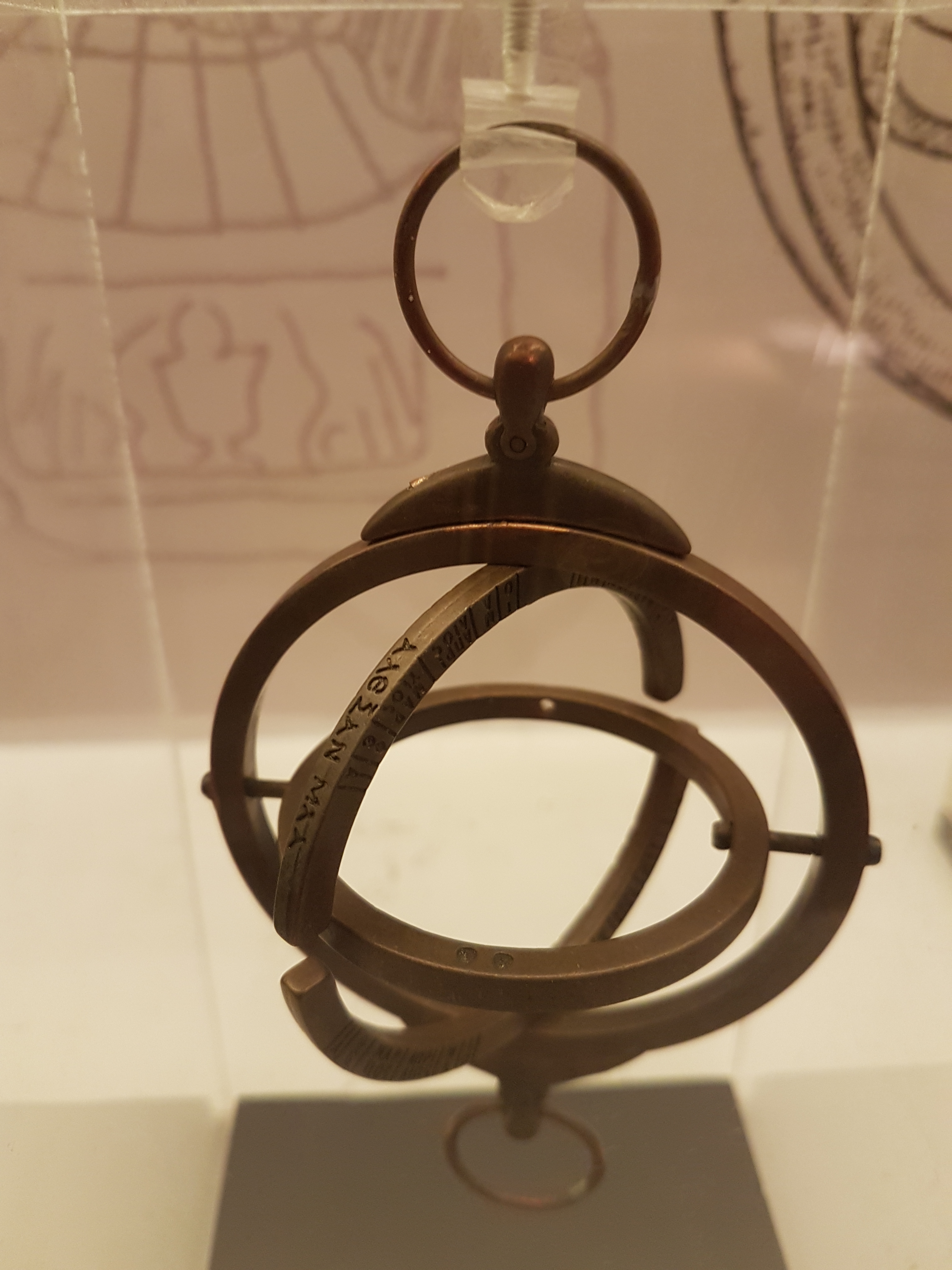
Reloj de sol portátil de anillo
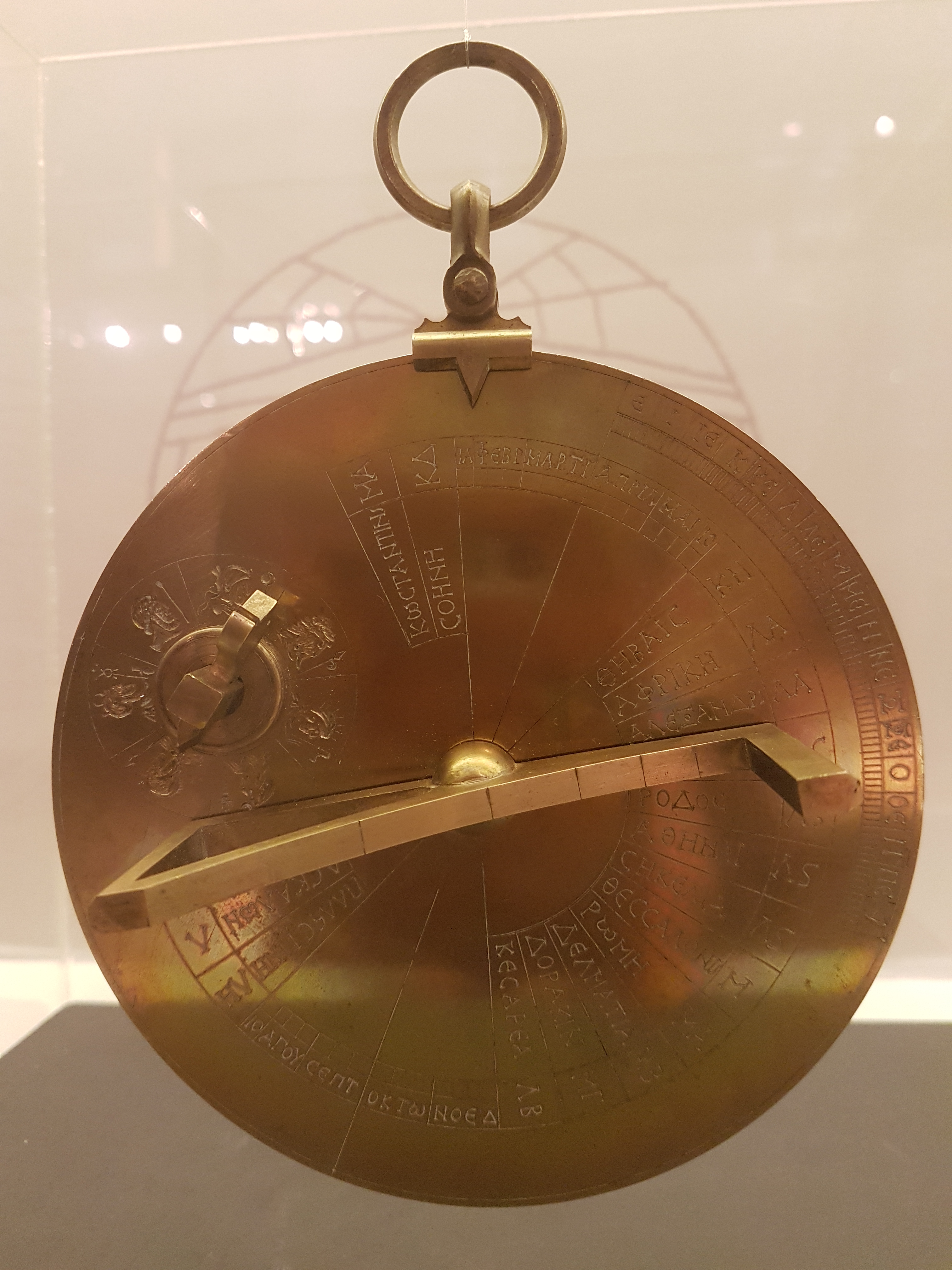
Reloj de sol portátil con calendario

Los relojes de sol portátiles romanos se clasifican en 6 categorías:
1. Reloj de sol de suspensión - tipo «jamón de pórticos»
Debe tenerse en cuenta que un ejemplo único encontrado en Herculano. Tiene forma de jamón y una esfera grabada en un lado.
2. Reloj de sol con disco de suspensión
Es un disco que queda suspendido de un anillo tras insertar el gnomon en el orificio correspondiente al mes en curso
3. Reloj de sol cilíndrico
Conocido en dos ejemplares, consta de un reloj de sol representado en la pared del cilindro. El gnomon se rota para corresponder al mes en curso
4. Reloj de sol de caja
5. Reloj de sol de anillo
Conocido por un solo ejemplar encontrado en Filipos, permite leer la hora en cuatro latitudes diferentes gracias a las cuatro escalas con las que está equipado
6. Reloj de sol pros pan clima
Permite variar la latitud del reloj de sol continuamente, corrigiendo la posición actual, así como el mes en curso

#### Posteriores

##### Díptico
Un tipo muy común consta de dos pequeños paneles (un díptico) de madera o marfil blanco con incrustaciones, con bisagras para que puedan cerrarse y formar una caja fácilmente transportable. El gnomon se elabora con un hilo de lino o seda tensado entre las dos tablas. Cuando se abre el reloj con el hilo tensado, las dos tablas constituyen dos cuadrantes, uno horizontal y otro vertical. Insertada en la tabla horizontal hay una pequeña brújula que permite orientar el instrumento hacia el sur al leer la hora. En algunos modelos hay pequeños agujeros en la tabla vertical que permiten variar la inclinación del hilo en función de la latitud en la que se encuentre el instrumento. De hecho, el hilo debe permanecer siempre paralelo al eje de la tierra para proporcionar datos fiables.

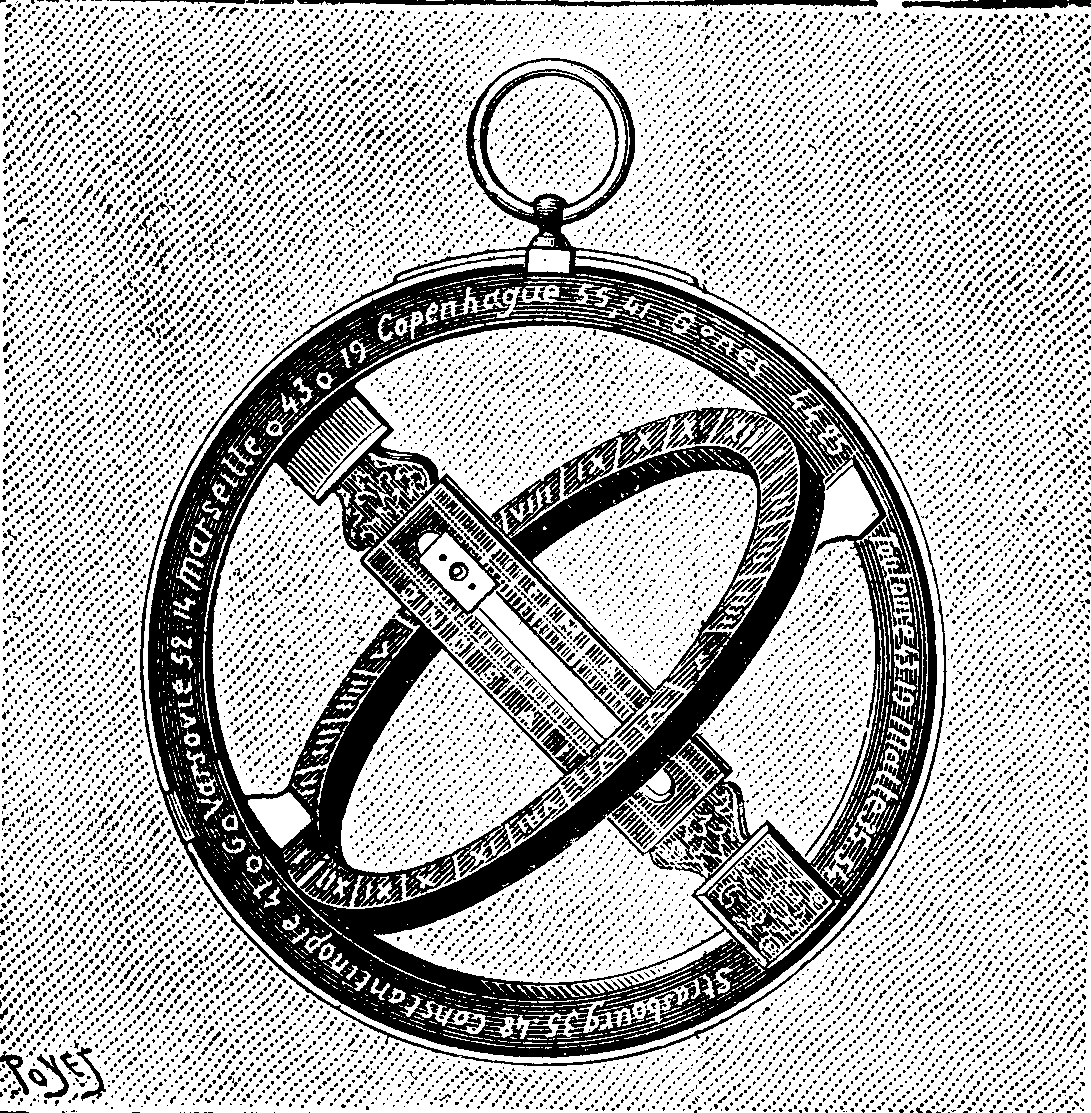
Un reloj de sol de elevación portátil construido en París por Butterfield, probablemente a finales del siglo XVIII

Al mediodía, al atardecer y al amanecer, el cambio de latitud no afecta a la hora que muestra el reloj de sol portátil, pero a las 9 a. m. y a las 3 p. m. cada grado de error en la latitud produce una diferencia de cuatro minutos en la hora que se muestra en los dos diales. De ello se deduce que se puede utilizar como astrolabio o sextante para determinar la latitud. Algunos instrumentos incluyen una escala con plomada para leer la latitud, mientras que otros incluyen un rosa de los vientos. Para la navegación se utilizaron grandes relojes de sol de este tipo (de más de un metro).

##### De elevación
La función de reloj de sol podía ser realizada por un astrolabio, también utilizado para la navegación y la astronomía. El modelo más sencillo constaba de un anillo sostenido por un aro. Cuando se sostenía todo el objeto en la mano de modo que colgara verticalmente, un agujero en el anillo (llamado agujero gnomónico) proyectaba un punto de luz en su interior, donde una escala indicaba la hora. El instrumento estaba vinculado a una latitud particular y el usuario tenía que saber a priori si era por la mañana o por la tarde, de lo contrario no se podía distinguir. El agujero estaba montado sobre una corredera regulable según el día del año.
En los tiempos modernos, las fuerzas especiales del ejército de los Estados Unidos tienen un sencillo reloj de sol de este tipo integrado en el cuchillo suministrado con el equipo, útil en caso de mal funcionamiento del reloj mecánico.

##### Telescópico
William Molyneux inventó en 1686 un "reloj de sol telescópico" (en latín, sciothericum telescopicum) que utilizaba un telescopio para determinar el mediodía exacto, beneficiando la precisión en la navegación, la astronomía y la geografía.

##### De pastor
|  |
|  |

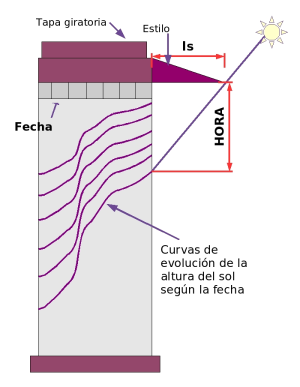
Representación gráfica del reloj de pastor

El reloj de sol cilíndrico portátil, llamado de pastor (utilizado por los pastores de los Pirineos y los Alpes), mide la inclinación del sol, que varía según la latitud para un mismo instante del día y del año. Por lo tanto, cada reloj debe ser construido para una latitud determinada. En el momento del paso del sol por el meridiano local (mediodía verdadero), su altura varía respecto al horizonte según las estaciones. Como ejemplo, para un lugar ubicado a 42° de latitud (norte o sur):
- Solsticio de verano: 42° sobre el horizonte + 23°27′=65°27′
- Equinoccios: 90° - latitud = 42° sobre el horizonte
- Solsticio de invierno: 42° sobre el horizonte - 23°27′=18°33′

A lo largo del día, la altura del sol varía en función de la hora.
En el ecuador terrestre:
- A mediodía: para un ángulo horario (AH)=0°, la inclinación del sol es de 90°-0°=90° respecto a la horizontal del lugar.
- A las 10.00: para un ángulo horario (AH)=30°, la inclinación del sol es de 90°-30°=60° respecto a la horizontal del lugar.
- A las 8.00: para un ángulo horario (AH)=60°, la inclinación del sol es de 90°-60°=30° respecto a la horizontal del lugar.

La altura del sol (HS) a una hora concreta (AH=ángulo horario) se determina en función de la posición del sol (declinación en función de la fecha=D) y de la latitud del lugar (L). :HS (en grados)= arco seno [(sen L · sen D) + (cos L · cos D · cos AH)] La proyección de la sombra del estilo del reloj de pastor indica la hora según la altura del sol en el momento de la medida. Puesto que la altura del sol varía con la fecha, hay que girar la tapa del reloj hasta que coincida la posición del estilo con la fecha del día y orientar el cilindro hacia el sol hasta obtener un trazo de sombra vertical cuya longitud indicará la hora en la trama de curvas del cilindro. La relación entre la longitud del estilo y la altura del sol viene dada por la fórmula:
Hora = longitud del estilo (ls) * tan HS

### Plano
Se denomina reloj de sol plano al que utiliza como superficie de proyección un plano, ya sea vertical u horizontal, por contraposición a los relojes de sol esféricos, en los que la sombra del gnomon se proyecta sobre la superficie cóncava de una semiesfera.

### Esférico
| Reloj solar con arco ecuatorial en Hasselt (Flandes, Bélgica) 50°55′47″N 5°20′31″E / 50.92972, 5.34194. Los rayos pasan a través de la ranura estrecha, formando una lámina de luz que gira uniformemente y cae sobre el arco circular. Las líneas horarias están espaciadas de manera uniforme; en esta imagen, la hora solar local es aproximadamente las 15:00 horas. El 10 de septiembre, una pequeña bola soldada a la ranura proyecta una sombra en el centro de la banda horaria. |

La superficie que recibe la sombra no tiene por qué ser un plano, sino que puede tener cualquier forma, siempre que el fabricante del reloj de sol esté dispuesto a marcar las líneas horarias. Si el gnomon está alineado con el eje de rotación de la Tierra, una forma esférica es conveniente, ya que las líneas horarias están espaciadas de manera uniforme, como en el reloj de sol ecuatorial que se muestra aquí. Este tipo de relojes tienen la ventaja de que son  "equiangulares". Este es el principio detrás de la esfera armilar y del reloj de sol de arco ecuatorial. Sin embargo, algunos relojes de sol equiangulares, como el reloj de sol de Lambert descrito a continuación, se basan en otros principios.
En el "reloj de sol de arco ecuatorial", el gnomon es una barra, ranura o alambre estirado paralelo al eje celeste. La cara es un semicírculo, que corresponde al ecuador de la esfera, con marcas en la superficie interior. Este modelo, construido con un par de metros de ancho con invar, se utilizó para mantener los trenes funcionando a tiempo en Francia antes de la Primera Guerra Mundial.
Entre los relojes de sol más precisos jamás fabricados se encuentran dos arcos ecuatoriales construidos con mármol que se encuentran en Jantar Mantar. Esta colección de relojes de sol y otros instrumentos astronómicos fue construida por el maharajá  Jai Singh II en su entonces nueva capital de Jaipur, India, entre 1727 y 1733. El arco ecuatorial más grande se llama "Samrat Yantra" (el instrumento supremo); con una altura de 27 metros, su sombra se mueve visiblemente a 1 mm por segundo, o aproximadamente el ancho de los dedos de una mano juntos (unos 6 cm) cada minuto.

### Negativo
En los relojes de sol convencionales el gnomon proyecta la sombra sobre un cuadro de referencia, el reloj negativo de sol es el que proyecta los rayos de luz a través de una hendidura.
En el gráfico de la derecha se puede observar los rayos de luz proyectados a través de los cuatro domos sobre la pared que mira al sur.

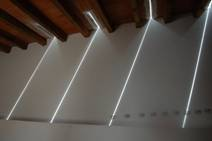
Reloj de sol negativo, Corregidora, Querétaro, México